# Eurytenes plovdivensis
Eurytenes plovdivensis is een insect dat behoort tot de orde vliesvleugeligen (Hymenoptera) en de familie van de schildwespen (Braconidae). De wetenschappelijke naam van de soort werd voor het eerst geldig gepubliceerd door Zaykov & Fischer in 1983.